# Alcira Gigena
Alcira Gigena é uma localidade do departamento de Río Cuarto, província de Córdoba, na Argentina.